# Financiarización

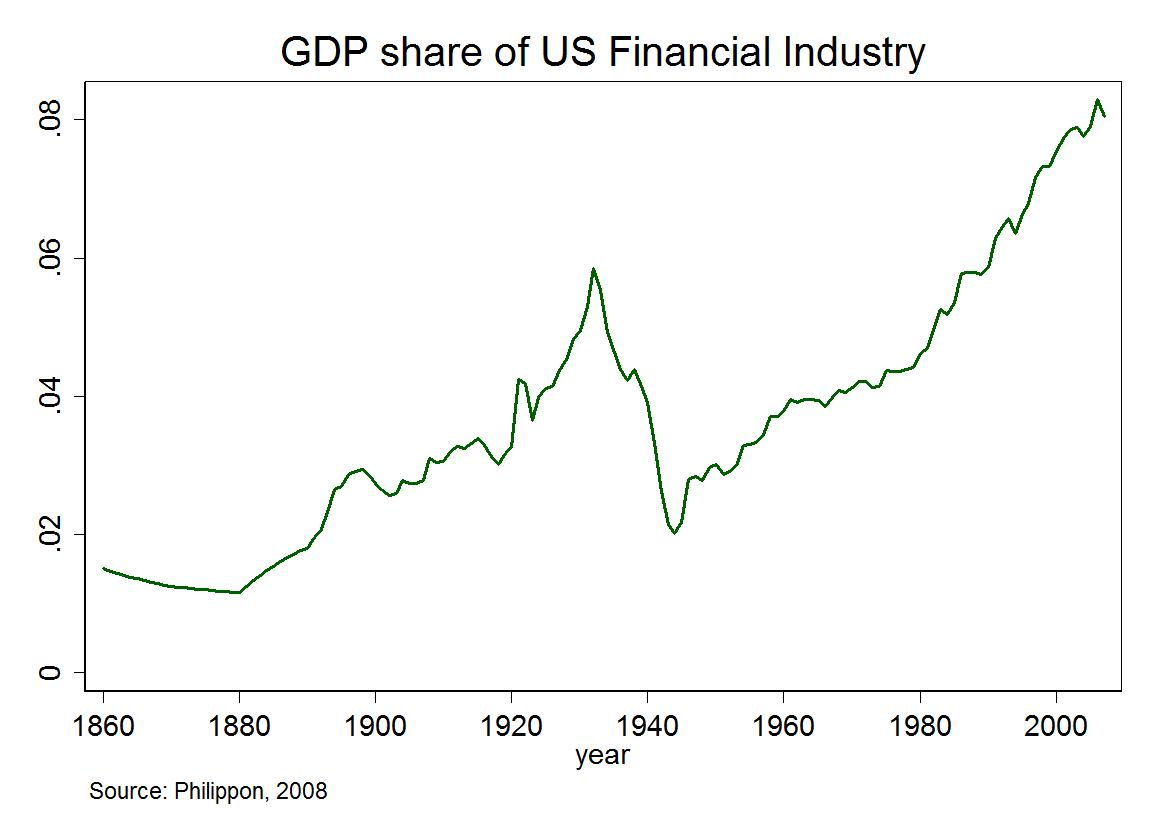
Participación en EE. UU. del sector financiero en el PIB desde 1860.

La financiarización es un término utilizado en ocasiones en discusiones sobre el capitalismo financiero que se ha desarrollado durante las últimas décadas, en el cual el apalancamiento ha tendido a sobrepasar el capital y los mercados financieros han tendido a dominar sobre la economía industrial y agrícola tradicionales.
Financiarización es un término que describe un sistema o proceso económico que intenta reducir todo el valor intercambiado (tanto tangible como intangible, tanto promesas futuras como presentes, etc.) a un instrumento financiero o a un instrumento financiero derivado. El propósito original de la financiarización es lograr reducir cualquier producto del trabajo o servicio en un instrumento financiero intercambiable, como una divisa, y así hacer que sea más sencillo para las personas comercializar estos instrumentos financieros.